# Морски жалар
Морски жалар (лат. Anarhynchus alexandrinus) је мала птица мочварних станишта, из породице Charadriidae која се гнезди на обалама сланих језера, лагуна и приобаља, насељавајући пешчане дине, мочваре, полусушне пустиње и тундре. И мужјаци и женке птица имају бледо перје са белом доњом страном, сиво/смеђим леђима, тамним ногама и тамним кљуном; међутим, мужјаци такође показују веома тамне непотпуне траке на грудима и тамне ознаке са обе стране главе, стога се морски жалар сматра сексуално диморфним врстом.
Морски жалар има велику географску распрострањеност, у распону од 10º геогрефске ширине до 55º географске ширине, насељавајући Северну Африку, како копнене, попут Сенегала, Марока, Туниса, Египта, тако и острвске делове, попут архипелага Зеленортских Острва, Централну Азију, на пример алкална језера у Кини, и Европу, укључујући мале популације у Шпанији и Аустрији. Неке популације су миграторне и често зимују у Африци, док друге популације, као што су разне острвске популације, не мигрирају. Његово уобичајено енглеско име потиче од округа Кент, где је некада пронађен, али се није гнездио у Британији од 1979. године.
Морски жалари су птице које се гнезде на земљи, често преферирајући ниска, отворена, влажна места за гнежђење, даље од густе вегетације и људских активности. Користе разне материјале за изградњу својих гнезда, углавном шкољке, каменчиће, траву и лишће у малом удубљењу у земљи. Као и већина жалара, морски жалари су претежно инсектоједи, који се хране великим бројем зглавкара и бескичмењака у зависности од окружења, користећи метод трчања и стајања.

## Таксономија
Морског жалара је формално описао шведски природњак Карл фон Лине 1758. године у десетом издању своје „Systema Naturae“ под биномним именом Charadrius alexandrinus. Карл фон Лине је свој извештај засновао на опису птице из Египта који је дао шведски природњак Фредерик Хаселквист, а који је објављен 1757. године. Године 1801, орнитолог Џон Латам сковао је биномно име Charadrius cantianus за врсту (сада млађи синоним) и увео енглески назив „Kentish plover“ јер су његови примерци одстрељени у близини града Сендвича у Кенту. Молекуларно филогенетска студија објављена 2022. године открила је да је Charadrius био парафилетичан. Род је стога подељен и породица која је обухватала морског жалара премештена је у род Anarhynchus који је раније садржао само кривокљунаог жалара.
Северноамерички снежни жалар је раније третиран као подврста морског жалара. Међутим, студија објављена 2009. године открила је да су оне заправо довољно различити да би се могле третирати као засебне врсте. Године 2023. предложено је да се подврста seebohmi из јужне Индије и Шри Ланке уздигне на статус пуне врсте. Енглески назив за морског жалара "Хануман" предложен је на основу митологије о богу мајмуну Хануману који је изградио мост између Индије и Ланке у епу Рамајана.
Препознају се три подврсте:
- Anarhynchus alexandrinus alexandrinus ( Лине, 1758) – приобална западна Европа (раније Британска острва ), Макаронезија (западно од северозападне Африке), северна Африка, спорадично до Сенегала; у унутрашњости кроз централну Азију до северозапада, централни северни Индијски потконтинент, север, централна Монголија и северна Кина
- Anarhynchus alexandrinus nihonensis (Deignan, 1941) – Сахалин и Курилска острва (југоисточна Русија), Хокаидо преко острва Рјукју, Корејско полуострво, североисток, источна Кина и Тајван
- Anarhynchus alexandrinus seebohmi (Hartert, EJO & Jackson, AC, 1915) - јужна Индија и Шри Ланка

## Опис
Морски жалар је мала птица водених станишта, дужине 15–17,5 цм, тежине 32–56 гр и распона крила 42–45 cm, као одрасла јединка. И мужјаци и женке птица имају црне кљунове и тамне ноге, међутим, одрасле јединке имају диморфно перје. Током сезоне парења, мужјаци имају црну хоризонталну траку на глави, две непотпуне тамне траке на грудима са сваке стране груди, црне прекриваче ушију и риђкаст потиљак и теме (мада постоје извесне варијације између популација које се гнезде), док су женке блеђе у овим областима, без тамних ознака. У раној сезони парења лако је разликовати мужјаке и женке јер су украси веома изражени, али како сезона парења одмиче, разлике између два пола се смањују. Штавише, мужјаци имају дуже ноге и дуже бочно перје од женки. Сматра се да дуже перје на боковима представља предност за инкубацију и негу легла, јер је квалитет перја повезан са топлотном изолацијом. Постоји више значајних предиктора орнаментисаности перја код морских жалара. Прво, интеракција између напредовања сезоне парења и падавина изгледа утиче на орнаментику. Мушки украси постају разрађенији током сезоне парења у регионима са великом количином падавина, док у регионима са малом количином падавина мушки украси постају светлији. Друго, интеракција између система за размножавање и пола може предвидети степен украса перја. У полигамним популацијама, полни украси су израженији, што ствара јачи полни диморфизам него у моногамним популацијама. Разлика је посебно примећена код мужјака, где су украси тамнији и мањи у полигамним популацијама у поређењу са моногамним популацијама, где мужјаци имају светлије и веће украсе. Сматра се да је ово резултат компромиса између величине и интензитета орнамената.

## Распрострањеност, кретање и станишта

### Распрострањеност
Морски жалари имају изузетно широку географску распрострањеност и њихова станишта се разликују не само просторно већ и еколошки. Познато је да живе и размножавају се у више врста станишта, од пустиње са температурама тла које достижу 50°C па све до тундре. Распрострањеност подручја гнежђења ове врсте покрива Европу, Азију и Африку. У Европи, популације се обично налазе на западу делу континента; иако је некада постојала гнездећа популација у Мађарској, морски жалари се тамо више не гнезде. У Африци, популације се налазе на јужној обали Сенегала и дуж северне обале Средоземног мора и обале Црвеног мора. Подручје размножавања се наставља дуж Арапског полуострва, Саудијске Арабије, Катара и Бахреина на Блиском истоку. Мале популације могу се наћи и на острвима, као што су архипелаг Зеленортских Острва, Канарска Острва и Азори. Ретка је луталица у Аустралији. Неке популације не мигрирају, као што је популација Маио (Зеленортска Острва), међутим, друге популације могу мигрирати на разумне удаљености, на пример, познато је да морски жалари који зимују у Северној Африци мигрирају у Турску и Грчку у пролеће, где се и гнезде. Неке птице које се гнезде у западној Европи нису познате по томе да путују веома далеко, само унутар Европе, међутим, неке путују, углавном у западну Африку.

### Станишта и кретање
Станишта за размножавање су најчешће обале алкалних језера, мочваре, слане мочваре и приобално подручје, што је у складу са резултатима студије која је истраживала шта чини окружење погодним за станиште за размножавање морског жалара. Анализирајући четири варијабле свих познатих гнезда, студија је открила да морски жалари преферирају да се гнезде у подручјима са ниском надморском висином, ниском вегетацијом, високом влажношћу и местима далеко од људских активности и насеља.
Запажања су показала да родитељи премештају своје пилиће из подручја са сиромашном храном у подручја са бољом храном, при чему птићи потом јачају у подручјима са богатијом храном. Ово сугерише да родитељи стратешки премештају своје птиће и мењају станишта. Селидба младих има предности: заштиту од предатора, добијање више хране, избегавање конкуренције за храну и простор, избегавање потенцијалног чедоморства услед конкуренције и избегавање одбране територије од других. Међутим, ово је компромис јер постоје и озбиљни "трошкови" премештања младих: кретање троши много енергије, посебно код младих, стога раст птића може бити успорен јер се енергија користи за кретање уместо за раст, шанса за смртност услед глади или предаторства се повећава током кретања кроз отворена подручја, а подручје са богатијом храном може већ имати много предатора. Генерално, раст птића и опстанак легла имају користи од пресељења у подручје са вишим садржајем хране, што повећава репродуктивни успех родитеља, због чега родитељи селе своје птиће. Студија је такође открила да су веће и теже женке биле склоније да селе птиће, можда зато што су могле да их бране од суседних родитеља.

## Понашање и екологија

### Гнежђење
Морски жалар има посебно флексибилан систем размножавања, укључујући и моногамно и полигамно понашање унутар популација. Познато је да се парови који се размножавају враћају на парење једни са другима следеће године, међутим, промене партнера су такође примећене и између и током сезона размножавања.
Уз промене партнера, у неким популацијама се јављају и екстрапарне оплодње (EPF), где се женке паре са екстрапарним мужјацима (EPP - екстрапарно очинство) или мужјаци са екстрапарним женкама, које затим полажу јаја у мужјаково гнездо (QP - квази-паразитизам). Теорија о томе зашто се јављају такве EPC је да је овај механизам еволуирао како би се избегли штетни ефекти инцеста. Ово је поткрепљено студијом Бломквиста и др. која показује да су EPC чешћи када су парови за размножавање ближе повезани једни с другима. Друга теорија је да женке могу тражити EPC са висококвалитетним мужјацима како би добиле „добре гене“ за своје младунце, пратећи хипотезу о „ секси синовима “. Сезона размножавања морских жалара траје у просеку између 2 и 5 месеци и варира у зависности од одређене популације. Парови који се размножавају могу заменити неуспешна легла више пута током сезоне размножавања, са истим или различитим партнером, а и мужјаци и женке могу имати више од једног легла, због промене партнера и енергетски активних партнера ((EPP) као што је горе поменуто. Прикази удварања такође варирају између популација морских жалара, посебно између друштвено моногамних и полигамних популација, на пример, у полигамним популацијама време проведено у удварању је знатно дуже и за мужјаке и за женке него у моногамним популацијама. Удварање укључује активне гестове као што су трчање по равној површини, прављење шупљина у гнезду (мале плитке шупљине у земљи које се касније уграђују у гнезда) и борба/трчање ради одбране територије за размножавање (углавном од стране мужјака).

### Територије
Морски жалари насељавају песковита подручја или слане мочваре у непосредној близини воде. Популације у унутрашњости могу се наћи у близини алкалних или сланих језера, баре или акумулација. Популације које насељавају приобалне регионе могу се наћи у полупустињским стаништима, тј. на неплодним плажама, близу лагуна и вађења песка на плажама или динама.
Морски жалари су територијалне птице водених станишта; мужјак обично има територију и привлачи женке удварањем. Мужјак и женка активно бране територије својих гнезда од предатора јурећи их, борећи се или заузимајући њихове положаје. Када им се предатори приближе у непосредној близини гнезда, морски жалари брзо беже од гнезда и почињу да одвлаче пажњу како би усмерили пажњу предатора на себе и намамили га даље од гнезда. Ови реакције укључују дозивање или пузање по земљи машући крилима. Мужјаци имају тенденцију да буду агресивнији од женки, али женке изводе ризичније одбрамбене поступке од мужјака. Када је територија морских жалара нападнута, он напада територију суседне породице. Тада се често дешавају борбе између мужјака јер морски жалари виде да су им легла угрожена. Током таквих борби, дешава се да птићи буду повређени или чак убијени. Када им се приближи предатор, птићи обично покушавају да пронађу место где се могу сакрити, чучну и остану непомични како би остали невидљиви. Када одрасту, покушавају да побегну са родитељима.

### Гнежђење и инкубација
Морски жалари се гнезде појединачно или у лабавим полуколонијалним групама. То су птице које се гнезде на земљи и полажу јаја у мала плитка удубљења која мужјак припрема током удварања на голој земљи. Избор места за размножавање је неопходан за опстанак гнезда и легла; гнезда се постављају близу воде на голој земљи или у реткој вегетацији; често на благо уздигнутим местима како би се имао добар поглед на околину и уочили предатори из даљине или близу малих жбунова, биљака или травнатих група, где су јаја делимично заштићена од предатора. Гнезда се пуне материјалом за гнезда, тј. шљунком, малим деловима шкољки, рибљим костима, малим гранчицама, травом и другим отпадом. Модална величина гнезда састоји се од три јаја, мада су нека гнезда већ комплетирана са једним или два јаја. У новим или непотпуним гнездима, јаја су обично потпуно изложена, али како период инкубације напредује, количина материјала за гнездо се повећава и јаја постају практично потпуно покривена. Током периода инкубације, морски жалар се повлачи на различите временске периоде, углавном ради тражења хране или обављања других активности неопходних за самоодржање. Да би надокнадили недостатак присуства и повећани ризик од предатора, користе материјале за гнезда како би покрили и тиме камуфлирали јаја и одржали их изолованим. Морски жалари активно регулишу количину материјала за гнездо. Ово је експериментално показано у студији вештачким повећањем или смањењем количине материјала за гнездо. У року од 24 сата, морски жалари су вратили количину материјала за гнездо на првобитно стање. Ово је предност јер материјали за гнездо помажу у доброј изолацији јаја, чиме се спречавају флуктуације температуре јаја (тиме се избегава хипотермија ембриона) и смањују енергетски трошкови инкубације за родитеље. Регулисањем количине материјала за гнездо, морски жалари уравнотежују предности, тј. изолацију и одбрану од предатора, и недостатке материјала за гнездо, тј. прегревање. Инкубација је процес којим се јаја држе на оптималној температури, тј. између 37°C и 38°C за ембрионални развој птица, при чему већина топлоте потиче од птице која инкубира. Јаја морских жалара инкубирају оба пола 20–25 дана; женке углавном инкубирају током дана, док мужјаци инкубирају ноћу. Женке морских жалара обично губе масу током дана, што је неочекивано, јер их мужјаци замењују различито време. Губитак би био много већи ако би женке саме инкубирале јаја. Овај губитак је цена инкубације због исцрпљивања залиха масти и испаравања воде.

## Родитељска брига
Родитељска брига је променљива код птица, а морски жалар има мало другачији механизам родитењства од осталих птица водених станишта. Као што је горе поменуто, оба родитеља инкубирају јаја, међутим, оба родитеља не остају увек након што се јаја излегу. Није неуобичајено да један родитељ напусти птиће након одређеног временског периода; то се у науци назива напуштање легла. Напуштање легла је „прекид бриге", од стране једног или оба родитеља, пре него што потомство буде способно за самосталан живот и обично се дешава након једне недеље од када је легло у било чувано од стране оба родитеља. Напуштање легла је примећено и код мужјака и код женки, међутим, женке знатно чешће напуштају легло од мужјака. Студије су показале да и мужјак и женка морског жалара могу сами да обезбеде адекватну бригу о свом леглу, тако да разлике у способностима родитеља не одређују који родитељ напушта легло, а који остаје да се брине о птићима. Међутим, студије су такође показале да након напуштања гнезда женке имају веће шансе за успешно размножавање него мужјаци, потенцијално због тога што многе популације морских жалара одржавају оперативни однос полова (OSR - однос мужјака који се активно размножавају и женки) који је пристрасан према мужјацима. Стога се претпоставља да је количина репродуктивног успеха постигнута напуштањем оно што заправо одређује ко напушта легло. Укратко, мужјаци и женке могу подједнако да брину о свом леглу, међутим, женке добијају више напуштањем легла него мужјаци, што резултира већим бројем напуштања женки него мужјака. Родитељ који не напушта може наставити да излеже своје птиће до 80% времена током више од 20 дана након излегања, јер су млади поткрушци рањиви и изложени спољашњим температурама.
Ако птица која одгаја птиће осети да су јаја или птићи нападнути, онда ће се претварати да је повређена како би скренула пажњу на себе.

## Оглашавање
Позив за узбуну, који се назива "kittup" оглашавање, често се чује и на земљи и у ваздуху и може се јавити самостално или упарено са "tweet", који се чује као "too-eet". Претећи тон је описан као „брзајући, метални, "dwee-dwee-dweedweedwee" звук“.

## Храњење
Морски жалари се хране појединачно или у јатима од 20-30 јединки (ван сезоне парења), а повремено се могу удружити у већа јата до 260 јединки више врста жалара. Њихов главни извор хране састоји се од минијатурних водених и копнених бескичмењака као што су инсекти и њихове ларве (нпр. бубе, скакавци или муве), мекушци, ракови, пауци и морски црви. Они су визуелни трагачи за храном и често се хране на обалама језера, лагуна или бара у подручјима са влажним земљиштем богатим бескичмењацима. Хране се гледајући, заустављајући се или трчећи, а затим кљуцајући да би ухватили плен, али такође испитују песак тражећи плен или хватају муве држећи уста отворена. Способност морског жалара да идентификује знакове плена зависи од светлости, ветра или кише. Ноћу, њихова способност проналажења плена може бити ограничена, али је показано да морски жалари имају добар ноћни вид због великих очију и побољшане осетљивости мрежњаче.

## Статус и очување

### Статус
Морски жалар је класификован као „Најмање угрожени таксон" на Црвеној листи јер има веома велики распон популације.
Глобална популација морског жалара континуирано опада, иако су за неке популације трендови непознати. Европска популација се процењује на 43.000-70.000 јединки, што чини око 15% светске популације (процењује се да глобална популација има 100.000-500.000 јединки).

### Претње
Главна претња овој врсти је губитак станишта и узнемиравање од стране људи. Људске активности попут шетње туриста кроз заштићена подручја, загађења, неодрживе сече и урбанизације могу уништити места за гнежђење. Популације морских жалара такође могу бити погођене људским активностима у руралним подручјима, на пример, рибари који шетају кроз заштићена места за размножавање, доводећи са собом велики број паса - познатих предатора јаја морских жалара. Птице гнезарице несразмерно реагују на људско узнемиравање када су пси присутни, јер се ове ситуације тумаче у контексту већег ризика од предаторства. Природни предатори су такође проблем, јер многи од ових предатора изгледа неприродно добро напредују у присуству места за размножавање морских жалара, као што су смеђоврати гавран (Corvus ruficollis) у Маиу, Зеленортска Острва, белорепи мунгос (Ichneumia albicauda) у Саудијској Арабији и сиви варан (Varanus griseus) у резервату мочваре Ал-Ватба. Сматра се да велика количина плена доступног овим предаторима их привлачи на места за размножавање - ефекат назван „лонац са медом“. Глобално загревање и климатске промене такође играју улогу у смањењу подручја доступних морским жаларима за размножавање и размножавање. Познато је да морски жалар преферира да гради своја гнезда на ниским надморским висинама близу воде, а студија спроведена у Саудијској Арабији открила је да се 11% гнезда на локацији истраживања заправо налази испод нивоа мора, стога се предвиђа да ће пораст нивоа мора имати катастрофалне последице по ова ниска гнезда.

### Менаџмент
Морски жалар се тренутно налази на Анексу I Директиве ЕУ о птицама и Анексу II Бернске конвенције. Предложене мере заштите врсте укључују очување њиховог природног станишта стварањем или разрадом заштићених подручја на местима размножавања. Ово је неопходно за заустављање загађења, мелиорације земљишта и урбанизације. Људска интеракција треба да буде контролисана и сведена на минимум.